# La fanciulla del West
La fanciulla del West prevedeno na hrvatski Čedo Zapada ili Djevojka sa Zapada, je opera u tri čina, Giacoma Puccinija prema libretu Guelfa Civininija i Carla Zangarinija.
Prva predstava uspješno je izvedena u Metropolitan Operi u New Yorku 10. prosinca 1910. pod ravnanjem Artura Toscaninija, s Emmyjem Destinnom, Enricom Carusom, Pasqualeom Amatom, Angelom Badàom i Antoniom Pini-Corsijem.
U Hrvatskoj opera je praizvedena u Hrvatskom narodnom kazalištu Zagreb, 28. listopada 1916. pod ravnanjem Fridriha Rukavine, u ulogama Vike Engel kao Minnie, Ivana Levara kao Jack Rance, Armina Armidija kao Dick Johnson i Josipa Križaja kao Jack Wallace. Predstavu je režirao Ivo Raić Lonjski.

## Povijest
Početkom 1907. godine, tijekom boravka u američkoj metropoli, Puccini je slučajno prisustvovao predstavi Davida Belasca, pod nazivom The girl of the golden West, i bio je iznimno impresioniran. Nakon što je od autora dobio potrebnu suglasnost, angažirao je pjesnika Carla Zangarinija, kojeg je kasnije naslijedio toskanski pisac Guelfo Civinini, da napiše libreto.
Ljeto 1908. godine Puccini je počeo skladnju, koja je, nakon prilično dugog intervala iz obiteljskih razloga, dovršena u srpnju 1910. godine.

## Radnja
U Kaliforniji, oko 1850., u vrijeme zlatne groznice. Minnie (sopran) je mlada vlasnica "Polke", kluba u podnožju planina Sierra, a za rudare obližnjeg radnog logora pratilac, tješitelj, pouzdanik; pogotovo sada kada banda podmazivača, predvođena strašnim Ramerrezom, zarazi područje pljačkajući i iznuđujući.

## Likovi
| Uloga                                 | Glas        | Pjevači na praizvedbi, 10. prosinca 1910. Dirigent: Arturo Toscanini |
| ------------------------------------- | ----------- | -------------------------------------------------------------------- |
| Minnie, vlasnica saloona "Polka"      | sopran      | Emmy Destinn                                                         |
| Jack Rance, šerif                     | bariton     | Pasquale Arnato                                                      |
| Dick Johnson, alias Ramerrez, bandit  | tenor       | Enrico Caruso                                                        |
| Nick, barmen u saloonu "Polka"        | tenor       | Alber Reiss                                                          |
| Ashby, agent Wells Farga              | bas         | Adamo Didur                                                          |
| Sonora, rudar                         | bariton     | Dinh Gilly                                                           |
| Trin, rudar                           | tenor       | Angelo Badà                                                          |
| Sin, rudar                            | bariton     | Giulio Rossi                                                         |
| Bello, rudar                          | bariton     | Vincenzo Reschiglian                                                 |
| Harry, rudar                          | tenor       | Pietro Audisio                                                       |
| Joe, rudar                            | tenor       | Glenn Hall                                                           |
| Happy, rudar                          | bariton     | Antonio Pini-Corsi                                                   |
| Jim Larkens, rudar                    | bas         | Bernard Bégué                                                        |
| Billy Jackrabbit, indijanac           | bas         | Georges Bourgeois                                                    |
| Wowkle, Billyjeva squaw               | mezzosopran | Marie Marrfeld                                                       |
| Jake Wallace, putujući zabavljač      | bariton     | Andrés de Segurola                                                   |
| José Castro, član Ramerrezove skupine | bas         | Edoardo Missiano                                                     |
| Dostavljač Ponny Expressa             | tenor       | Lamberto Belleri                                                     |
| Ljudi iz logora i dječaci s grebena   |             |                                                                      |

## Orkestracija
Puccinijeva partitura zahtjeva korištenje:
- ottavino, 3 flaute, 3 oboe, engleski rog, 3 klarineta, bas klarinet, 3 fagota, kontrafagot
- 4 roga (horne), 3 trube, 3 trombona, bas trombon
- timpani, grancassa i činele, bubanj, triangl, tam tam,
- 2 harfe, celesta, glockenspiel
- gudače

Za interno sviranje:
- tubularna zvona, stroj za vjetar (aeoliphone), harfa, fonica (na sceni)[a]